# Китайская программа экономического стимулирования
Китайская программа экономического стимулирования — план, который предусматривает масштабные госинвестиции в развитие инфраструктуры, системы здравоохранения и образования, прежде всего в отсталых сельскохозяйственных внутренних провинциях Китая, строительство дешёвого жилья, а также в программу восстановления районов, разрушенных землетрясением в мае 2008 года.
План стимулирования экономики Китая 2008-2009гг.(упрощенное(кит. : 扩大内需十项措施; традиционноекит.  : 擴大內需十項措施; пиньинь Kuòdà Nèixū Shíxiàng Cuòshī)) — это сумма в 4 триллиона юаней (RMB¥ 4 trillion) или 586 млрд.долл. в качестве стимулирующего пакета, заявленного Центральным правительством Китайской Народной Республики 9 ноября 2008 года, который является огромным шагом в приостановлении глобального финансового кризиса, для защиты, третьей по величине экономики в мире.

## Анонсирование
Заявление на Правительственном веб сайте гласит, что Государственный совет одобрил план инвестирования 4 триллионов юаней в инфраструктуру и социальное благосостояние КНР до конца 2010 года. Стимулирующий пакет будет инвестирован в ключевые области (отрасли) экономики, такие как жилищное строительство, сельскохозяйственную инфраструктуру, транспортную отрасль, здравоохранение и образование, охрану окружающей среды, промышленность, восстановление регионов, пострадавших от стихийных бедствий, роста прибыли, поддержки финансовых институтов.
Китайский экспорт, двигавший экономику, почувствовал влияние экономического спада в США и Европе, и правительство сократило ключевые (банковские) ставки в три раза, менее чем за 2 месяца, предложив стимулирование экономической экспансии.
Стимулирующий пакет экономических мер получил широкое одобрение мировых лидеров и аналитиков, как подтверждающий рост экономики Китая. Так Китай внес свой вклад в стабилизацию мировой экономики. Весть об объявлении стимулирующего пакета всколыхнула рынки всего мира.

## Детали
15 ноября 2008 г. по Пекинскому времени было заявлено, что Центральное правительство обеспечит поступление только 1180 миллиардов юаней стимулирующего фонда. Остальные средства фонда будут перераспределены из бюджетов провинций и местных властей.
Китайские банковские должностные лица доложили, что установили коридор от 600 до 800 триллионов юаней для приобретения акций местных (Китайских) предприятий, выставленных на Шанхайской фондовой бирже, которые могут быть использованы в случае падения индекса до 1500 пунктов.
6 марта 2009 г. Китайская Национальная Комиссия Развития и Реформирования объявила о пересмотре стимулирующего пакета мер и опубликовала, как в кризис будут распределены фонды.
Развитие общественной инфраструктуры задействовало наибольшую часть фонда — 1,5 триллионов юаней или около 38 % от суммы пакета. Проекты поочередно включают железные дороги, дороги, ирригацию и строительство аэропортов.
Второе по объёму ассигнование — один триллион юаней — направлено на реконструкцию предприятий в регионах, в том числе направлены на устранение последствий 8-ми бального Сычуаньского землетрясения в мае 2008 г.; это соответствовало планам фонда на улучшения социального благополучия, включая строительство дешёвого жилья, взамен трущоб, и другие планы социальной сферы безопасности.
Развитие сельского хозяйства и программы технологического обновления разделили поровну между собой сумму ассигнований — около 370 триллионов юаней каждая. Сельхозпроекты в стадии разработки включает в себя создание общественных благ, расселения, поддержки сельского хозяйства, и обеспечение безопасной питьевой водой.
Основной целью развития технологий является подъём Китайского промышленного сектора, движение вперед к высококачественной продукции и отход от текущего экспортно-ориентированного и интенсивно-трудового режимов роста. Наряду с этим, последние правительственные проекты направлены на восстановление 10 избранных сегментов (направлений развития) промышленности.
Для обеспечения устойчивогo развития, Китайское правительство направило 210 триллионов юаней или 5,3 % стимулирующего фонда на экономию электроэнергии, снижение газовой эмиссии разработку проектов по инженерной защите окружающей среды.
И последнее, не самое плохое, 150 триллионов юаней было направлено на нужды образования, культуру и планирование семьи.